# 愛丁堡—諾咸頓條約
愛丁堡－諾咸頓協議（英語：Treaty of Edinburgh–Northampton）是一个1328年的和平条约，由英格兰王国和苏格兰王国双方签署。该条约结束了自1296年英格兰入侵苏格兰以来两国保持的战争状态（第一次独立战争），英格兰承认了苏格兰独立国家的地位。条约由苏格兰国王罗伯特一世于1328年3月17日在爱丁堡签署，同年5月1日英格兰国会在北安普顿批准并产生效力。条约由苏格兰国家档案馆起草，用法文写成。